# Krytyka Polityczna
Krytyka Polityczna («Crítica política» en polaco, abreviado KP ) es una revista trimestral polaca de izquierda fundada en 2002, en torno a la cual se ha desarrollado un laboratorio de ideas. 
La revisión reúne a personas interesadas en crear una nueva formación de izquierda no poscomunista en Polonia. Desde su inicio, los miembros de Krytyka Polityczna han tenido presencia en los principales medios de comunicación de Polonia, donde han defendido una postura de izquierda independiente en los asuntos públicos. 

## Historia
El nombre de la revista se inspira en la revista Krytyka, publicada por Wilhelm Feldman a comienzos del siglo XX, así como en el «samizdat» Krytyka, que reunió a periodistas y escritores de la oposición durante los años setenta y ochenta.
En 2005, Krytyka Polityczna creó la Asociación Stanisław Brzozowski, en honor al filósofo y crítico literario de la Joven Polonia Stanisław Brzozowski (1878-1911). A partir de este punto, todas las instituciones futuras creadas por el colectivo estarían basadas en esta asociación.
En 2006, en el centro de Varsovia, Krytyka Polityczna creó el centro cultural REDakcja (REDacción/Acción Roja), que operó hasta 2009. Este lugar sirvió como foro para debates, exposiciones de arte y para la realización de proyectos sociales y políticos. Además de las oficinas de la editorial, contaba con una sala donde se realizaban reuniones, talleres, debates y proyecciones de películas. REDakcja también era un punto de distribución para libros y revistas alternativas.
En 2009, Krytyka Polityczna cambió de sede a la calle Nowy Świat («Nuevo Mundo») de Varsovia. Allí, aprovechando el nombre de la calle, creó un nuevo centro cultural llamado Nowy Wspaniały Świat (el nombre polaco de la novela de Aldous Huxley Un mundo feliz), que estuvo operativo hasta 2012.
En 2007, Krytyka Polityczna abrió su nueva editorial, centrada principalmente en la publicación de obras de los campos de la filosofía política, la sociología, la teoría de la cultura y las artes.

## Miembros del colectivo
El fundador y redactor jefe de Krytyka Polityczna es Sławomir Sierakowski. El colectivo también cuenta entre sus miembros con Paweł Demirski (director de teatro), Kinga Dunin (feminista), Maciej Gdula (sociólogo), Agnieszka Graff (feminista), Maciej Kropiwnicki (filósofo), Jarosław Lipszyc (poeta), Piotr Marecki (crítico literario), Adam Mazur (historiador del arte), Adam Ostolski (sociólogo), Kazimiera Szczuka (feminista), Magdalena Środa (feminista), Krzysztof Tomasik (publicista), Igor Stokfiszewski (crítico literario) y Artur Żmijewski (artista visual), entre otros.